# Pacoti
Pacoti este un oraș în statul Ceará (CE) din Brazilia.